# Les Gens de la pluie
Pour plus de détails, voir Fiche technique et Distribution.
Les Gens de la pluie (The Rain People) est un film américain de Francis Ford Coppola, sorti en 1969.

## Synopsis
Natalie Ravenna est femme au foyer. Mais lorsqu’elle découvre qu'elle est enceinte, elle ressent le besoin de s'évader de sa vie et de son mariage. Elle parcourt alors les routes des États-Unis. Elle fait la rencontre d'un homme simple, joueur de football, blessé, fidèle, et naïf, qu'elle prend en stop, et surnommé Killer. Il lui parle des « Gens de la pluie », des gens transparents faits de pluie, et qui se dissolvent lorsqu'ils pleurent. Il dit en avoir rencontré.

## Fiche technique
- Titre français : Les Gens de la pluie
- Titre original : The Rain People
- Réalisation et scénario : Francis Ford Coppola
- Musique : Ronald Stein
- Photographie : Bill Butler
- Montage : Barry Malkin
- Direction artistique : Leon Ericksen
- Producteurs : Ronald Colby et Bart Patton
  - Producteurs associés : George Lucas et Mona Skager
- Production et distribution : Warner Bros.-Seven Arts
- Genre : drame, road movie
- Pays de production : États-Unis
- Langue originale : anglais
- Budget : 750 000 dollars
- Dates de sortie[1] :
  - Espagne : Festival international du film de Saint-Sébastien : juin 1969
  - États-Unis : 27 août 1969
  - France : 21 octobre 1970, 18 décembre 2019 (ressortie)
- Affiche : Raymond Elseviers (Belgique)

## Distribution
- James Caan (VF : Bernard Woringer) : Jimmy « Killer » Kilgannon (« Tueur » Gannon en VF)
- Shirley Knight (VF : Michèle Montel) : Natalie Ravenna
- Robert Duvall (VF : Marcel Bozzuffi) : Gordon
- Marya Zimmet : Rosalie
- Tom Aldredge (VF : Claude Joseph (acteur)) : M. Alfred
- Laura Crews (VF : Brigitte Morisan) : Ellen
- Andrew Duncan (VF : Albert Augier) : Artie
- Margaret Fairchild : Marion
- Sally Gracie (VF : Joëlle Janin) : Beth
- Alan Manson (VF : Michel Gudin) : Lou (Louis en VF)
- Robert Modica (VF : Jacques Thébault) : Vinny (Vincent en VF) Ravenna

## Production

### Genèse et développement
Pour le rôle de Gordon, Robert Duvall remplace au pied levé Rip Torn, pris par un autre projet. Il s'agit de sa première collaboration avec le réalisateur. Ils travailleront plus tard ensemble pour Le Parrain (1972), Conversation secrète (1974), Le Parrain, 2e partie (1974) et Apocalypse Now (1979).

### Tournage
Le tournage a lieu en avril 1968. Il se déroule dans le Tennessee (Chattanooga), dans le Colorado, dans le Nebraska (Brule, Ogallala), en Pennsylvanie, en Virginie (Harrisonburg), dans l'État de New York (Université Hofstra, Garden City) ou encore en Virginie-Occidentale (Clarksburg, Weston, Clarksburg).
Shirley Knight est réellement enceinte au moment du tournage.
Durant le tournage, George Lucas réalise un documentaire making-of de 33 minutes intitulé Filmmaker (en).

## Distinction
Le film obtient la Coquille d'or au festival international du film de Saint-Sébastien en 1969.